# Liste der Bodendenkmale in Döbern
In der Liste der Bodendenkmale in Döbern sind alle Bodendenkmale der brandenburgischen Stadt Döbern und ihrer Ortsteile aufgelistet. Grundlage ist die Veröffentlichung der Landesdenkmalliste mit dem Stand vom 31. Dezember 2020.
Die Baudenkmale sind in der Liste der Baudenkmale in Döbern aufgeführt.
|   | Gemarkung     | Flur | Kurzansprache | Bodendenkmalnummer | Bemerkung | Bild |
| - | ------------- | ---- | --- | ------------------ | --------- | ---- |
| 1 | Döbern (Lage) | 2    | Dorfkern Neuzeit, Turmhügel Neuzeit, Turmhügel deutsches Mittelalter, Dorfkern deutsches Mittelalter                                             | 120158             |           |      |
| 2 | Döbern (Lage) | 4    | Dorfkern deutsches Mittelalter, Dorfkern Neuzeit, Kirche deutsches Mittelalter, Kirche Neuzeit, Friedhof deutsches Mittelalter, Friedhof Neuzeit | 120192             |           |      |